# 卜兆瑞
卜兆瑞（1882年？—1935年），字梦庾，出生于今内蒙古包头麻池，中华民国大陆时期政治人物。

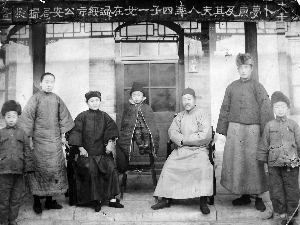
1929年元旦，时任归绥市公安局局长的卜兆瑞（右三）的全家照。照片上方题为“十八年，卜梦庾及其夫人率四子一女在归绥市公安局摄影，元旦”

## 生平
清朝宣统末年，卜兆瑞毕业于北京高等警察学校。1914年，卜兆瑞返回绥远。1918年，当选为安福国会众议员，随土默特总管满泰督办垦务及军事。
民国十七年（1928年）9月，卜兆瑞出任归绥市公安局局长。
绥远自民国十五年（1926年）起连年遭遇严重旱灾，民国十八年（1929年）先旱后涝，灾情严重。这个时期，正值冯玉祥的国民军西退，晋军、奉军先后进入绥远，同时盗匪群起。民国十八年（1929年），匪患愈加猖獗，此年十一月间，匪首陈得胜率领五、六百名匪徒，在归绥市萨拉齐县一带抢掠；民众无粮食，又为了避开匪徒而逃到荒野，故冻饿死亡者非常多。
一些饥民逃入归绥城内，有人乘机诱拐妇女及儿童。公安局局长卜兆瑞乃联合救灾账务会的耆老和乡绅，向绥远建设厅提出申请，受托成立“鬻卖妇女儿童收容所”，配置警察设卡进行盘查，收容救助妇女、儿童600多人。由于收容人员过多，故又增设两处收容所，收容救助被拐妇女、儿童890余人。
卜兆瑞还督察侦破了20多起要案。民国十九年（1930年）冬，土默特总管满泰的女婿李增华在萨拉齐县土匪兼毒贩侯昆山的引诱下，偷偷借了满泰护兵的手枪，与烈士王定圻之子王佐治，共同抢劫了归绥旧城北门外牛桥的洋钱摊。满泰、王定圻是卜兆瑞的好友或同学。满泰的亲家、李增华的父亲李福田拿3万银洋，携儿媳请求满泰为李增华说情，被满泰拒绝，满泰还登报声明，自责并大义灭亲。民国二十年（1931年），此案主犯侯昆山、李增华遭枪决。此后，归绥的社会秩序日趋好转。
民国二十年（1931年），卜兆瑞卸任归绥市公安局局长职务。民国二十四年（1935年）春，卜兆瑞在新城寓所病逝，享年53岁。